# Rezerwat przyrody Čergovský Minčol

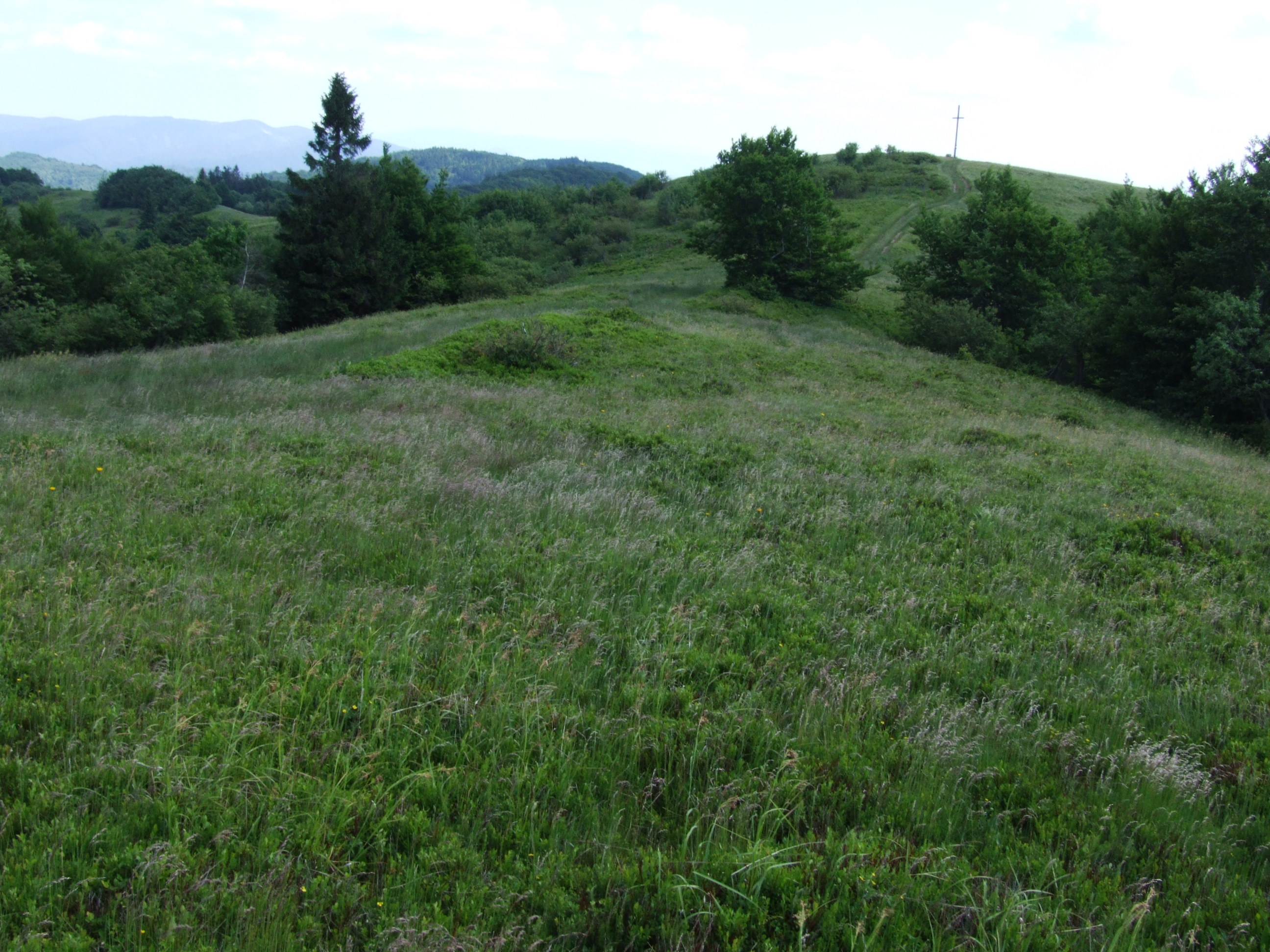
Grzbietowe hale

Rezerwat przyrody Čergovský Minčol – rezerwat przyrody w Górach Czerchowskich, na Słowacji. Powierzchnia: 171 ha.

## Położenie
Rezerwat leży na terenie katastralnym wsi Livovská Huta (powiat Bardejów), Kyjov (powiat Lubowla) i Kamenica (powiat Sabinov). Obejmuje fragment głównego grzbietu Gór Czerchowskich wraz z ich najwyższym szczytem – Minčolem oraz część ich stoków, głównie po stronie wschodniej i północnej, w zamknięciach dolin potoków Krížovskiego (w dorzeczu Topli) i Soliská (w dorzeczu Popradu). Rezerwat obejmuje tereny położone na wysokościach od 850 m n.p.m., w dolinie potoku Krížovskiego, po 1157 m n.p.m. (szczyt Minčola).

## Historia
Rezerwat został powołany w 1986 r.

## Flora
Ok. 83 ha powierzchni rezerwatu, zwłaszcza szczytowe partie Minčola i odchodzących od niego grzbietów, zajmują górskie łąki. Powstały one w wyniku działalności ludzkiej w okresie tzw. kolonizacji wołoskiej, głównie w XV-XVI w., na skutek karczowania lasów pod pastwiska, bądź też wprost na skutek ich nadmiernego wypasania lasów stadami owiec, a zwłaszcza kóz. Później część z tych łąk, zwłaszcza położonych nieco niżej i łatwiej dostępnych, była wykorzystywana jako łąki kośne.
Dziś na łąkach tych stwierdzono 230 gatunków roślin wyższych, z tego 9 gatunków roślin chronionych. Spośród traw najczęstsze są tu wiechlina Chaixa (Poa chaixii Vill.), kosmatka olbrzymia (Luzula sylvatica (Hudson) Gaudin), a na miejscach najbardziej przepasionych bliźniczka psia trawka (Nardus stricta). Ponadto występują czosnek siatkowaty (Allium victorialis), podbiałek alpejski (Homogyne alpina), lilia złotogłów (Lilium martagon), goryczka trojeściowa (Gentiana asclepiadea) i prosienicznik jednogłówkowy (Hypochoeris uniflora Vill.).
Nieco ponad połowę powierzchni rezerwatu pokrywają lasy, które zajmują niżej położone fragmenty stoków, głównie w północno-wschodniej części rezerwatu, a częściowo również w części południowo-zachodniej, na obszarze źródlisk Sokoliego Potoku. Na stokach w obszarach podwierzchołkowych, na wysokościach powyżej 1000 m n.p.m., przeważają klimaksowe buczyny z licznym udziałem jaworu.
W południowo-zachodniej części rezerwatu, w pasie wysokości 1050–1157 m n.p.m., dominuje podzespół karłowatej buczyny jaworowej (Fageto-Aceretum humile). Natomiast w części północno-wschodniej najczęściej spotkamy zespół lasu jodłowo-bukowego (Abieto – Fagetum).